# Conference (Film)
Conference (russischer Originaltitel Конференция / Konferenzija, in Litauen Konferencija, in Polen Konferencja) ist ein Film von Iwan Twerdowski, der im September 2020 im Rahmen der Internationalen Filmfestspiele von Venedig seine Premiere feierte und am 22. Oktober 2020 in die russischen Kinos kam.

## Handlung
Die Nonne Natalja ist 17 Jahre nach der Geiselnahme und Tötung vieler Menschen im Dubrowka-Theater im Oktober 2002 aus einem weit entfernten Kloster nach Moskau gekommen. Die Ordensfrau war damals selbst vor Ort und hat das Erlebte noch immer nicht verarbeitet und sich daher in das Kloster zurückgezogen. Eine Gedenkveranstaltung soll ihr dabei helfen, ihr Trauma aufzuarbeiten. Weil es in den Formularen des Theaters, in dem das Event stattfinden soll, kein Feld für solche Gedenkveranstaltungen gibt, muss sie die Rubrik „Konferenz“ ankreuzen. Zu dem Treffen erscheinen schließlich mehrere Dutzend Überlebende. Natalja reicht ein Mikrofon herum.

## Produktion
Regie führte Iwan Twerdowski, der auch das Drehbuch schrieb. Twerdowski war bei der Geiselnahme in Moskau 13 Jahre alt.
Eine erste Vorstellung erfolgte am 8. September 2020 im Rahmen der Internationalen Filmfestspiele von Venedig. Am 22. Oktober 2020 kam der Film  in die russischen Kinos. Anfang November 2020 wurde er beim Minsk International Film Festival „Listapad“ vorgestellt, Anfang Dezember 2020 beim Cairo International Film Festival und beim Filmfestival Cottbus. Ende August 2021 wurde er beim Filmfestival Karlovy Vary gezeigt.

## Rezeption

### Kritiken
Manfred Riepe von epd Film schreibt, mit Conference  gelinge Twerdowski eine filmische Coincidentia oppositorum, ein Zusammenfall von Gegensätzen. Das Erleben von Menschen, die drei Tage lang den Tod vor Augen hatten, erzähle der Film in Form einer meditativen Rückschau mit Natasha, einer traumatisierten Überlebende als zentrale Figur, die nach dem Ereignis ins Kloster ging. Was zunächst tatsächlich wie eine prätentiöse Konferenz im akademischen Milieu anmute, wandele sich zur vielstimmigen Erinnerung an das Unvorstellbare, so Riepe: „Nicht in Actionszenen, sondern mit dem Blick auf die Gesichter von Menschen, die um Worte für das Unfassbare ringen, zeichnet der Film nach, wie die tschetschenischen Terroristen die Theaterbesucher seinerzeit in Schach hielten.“

### Auszeichnungen
Der Film befindet sich in einer Vorauswahl für den Europäischen Filmpreis 2021. Im Folgenden eine Auswahl weiterer Auszeichnungen und Nominierungen.
Cairo International Film Festival 2020
- Auszeichnung mit der „Silbernen Pyramide“ für die Beste Regie (Iwan Twerdowski)
- Auszeichnung als Beste Schauspielerin (Natalja Pawlenkowa)[6]

Filmfestival Cottbus 2020
- Auszeichnung als Bester Film mit dem Hauptpreis im Wettbewerb Spielfilm (Iwan Twerdowski)[7]

Kinotawr 2020
- Auszeichnung für das Beste Drehbuch (Iwan Twerdowski)[8]

Minsk International Film Festival „Listapad“ 2020
- Nominierung für den Grand Prix Golden Listapad (Iwan Twerdowski)[9]